# Облога Гімери
Облога Гімери — відбулася у 409 до н. е. під час Карфагенської війни 409—405 до н. е.

## Хід облоги
Покінчивши з Селінунтом, карфагенський командувач Ганнібал Магон виступив до Гімери, де збирався взяти реванш за поразку свого діда Гамількара.
Сорок тисяч воїнів стали табором перед містом, а з рештою сил, до яких приєдналися 20 тис. сикулів і сиканів, він оточив Гімер з усіх боків. За допомогою облогових машин карфагеняни атакували одночасно в декількох місцях, потім підрили стіни біля основи та обрушили їх на великій ділянці. Війська кинулися на штурм, і в проломі відбулася кровопролитна битва, оскільки жителі Гімери, боячись, що їх спіткає доля селінантців, билися відчайдушно. Їм вдалося відкинути супротивника та відновити стіну.
На допомогу обложеним підійшов 4-тис. загін сиракузян та союзників під командуванням Діокла. З настанням ночі карфагеняни припинили атаки, а вранці обложені здійснили вилазку разом із союзниками. 10-тис. військо раптовим ударом перекинуло частини, що стояли перед містом, і погнало їх до пагорбів, де стояли табором резерви. За словами Тімея, греки перебили 6 тис. варварів, Ефор пише про 20 тисяч.
Ганнібал кинув з пагорбів на гімерців, що захопилися переслідуванням, свіжі війська, що в жорстокому бою зупинили супротивника. Більшість греків відступила до міста, а три тисячі бійців намагалися стримати натиск карфагенян, і всі загинули у битві.
Після закінчення битви до Гімери підійшла сіракузька ескадра з 25 трієр, відкликана з егейського театру Пелопоннеської війни. Побоюючись, що сиракузяни вдадуться до активних дій для порятунку Гімери, Ганнібал наказав кораблям, що стояли в Мотії, прийняти на борт десант і провести демонстрацію перед Сиракузами. Це налякало Діокла, який наказав наварху йти на захист Сіракуз. Потім сиракузький ватажок розпорядився перевезти половину жителів Гімери на кораблях у Мессану, а тим, хто залишився, наказав обороняти місто, поки не повернуться кораблі з підкріпленням. Після цього він зі своїми людьми і величезним натовпом біженців (трієри не могли взяти багато людей) повернувся до Сіракуз, залишивши залишки населення Гімери напризволяще.
Наступного дня карфагеняни відновили атаки, але жителі, які чекали на повернення кораблів, стійко оборонялися. На другу добу військам Ганнібала вдалося пробити широкий пролом, і іберійські найманці увірвалися в місто, почавши різанину.
Полонених жінок і дітей відвели до табору для розподілу, а три тисячі чоловіків були після жорстоких тортур убиті на тому місці, де колись був убитий Гамількар. Ймовірно, Ганнібал приніс їх у жертву духові свого предка.
Після цього карфагенський командувач розпустив союзників і повернувся до Карфагену.